# フリードリヒ5世 (シュヴァーベン大公)
フリードリヒ5世（ドイツ語：Friedrich V., 1164年7月16日 - 1170年ごろ）は、シュヴァーベン大公（在位：1167年 - 1170年）。神聖ローマ皇帝フリードリヒ1世とブルゴーニュ女伯ベアトリス1世の長男。

## 生涯
1165年4月、フリードリヒはイングランド王ヘンリー2世とアリエノール・ダキテーヌの娘エリナーと婚約した。しかしフリードリヒが早世したため、この結婚は実現しなかった。
1167年8月、シュヴァーベン大公フリードリヒ4世がイタリア遠征中に死去した。フリードリヒ4世はローマ王コンラート3世の唯一の息子であり、妃ゲルトルート・フォン・バイエルンとの短い結婚で子供がいなかったため、フリードリヒ4世の死によりコンラート3世の家系は断絶し、領地は皇帝フリードリヒ1世の手に渡った。フリードリヒ1世は3歳の息子フリードリヒをシュヴァーベン大公に任じ、フリードリヒはシュヴァーベン大公フリードリヒ5世となった。
1169年6月、バンベルクでの宮廷会議において、フリードリヒ5世の弟ハインリヒはローマ王に選出され、同年8月15日にアーヘン大聖堂において戴冠した。フリードリヒ5世は生まれつき体が弱く、幼年期を生き延びると思われていなかったため、王位継承から外されたと考えられる。
中世の2つの文献により、フリードリヒ5世は弟ハインリヒがローマ王に選出された時にまだ生存していたことがわかる。婚約者のエリナーが1170年にカスティーリャ王アルフォンソ8世と結婚したことから、フリードリヒ5世は1169年半ばもしくは1170年始めに死去したと考えられる。
フリードリヒ5世はロルヒ修道院に埋葬された。ロルヒ修道院はホーエンシュタウフェン家の墓所であり、曾祖父シュヴァーベン大公フリードリヒ1世が寄進を行っていた。1475年、修道院長ニコラウス・シェンク・フォン・アーベルクはロルヒ修道院に埋葬されていた全てのホーエンシュタウフェン家成員の遺骸を後期ゴシックの石棺に移した。石棺は現在、ロルヒ修道院の中央身廊に安置されている。
フリードリヒ5世の死後、フリードリヒの名は皇帝フリードリヒ1世の三男コンラートに与えられ、コンラートはシュヴァーベン大公位を継承しフリードリヒ6世となった。このように、シュタウフェン家で重要なフリードリヒの名は受け継がれていくこととなる。フリードリヒ6世（コンラート）の次の息子オットーはおそらく1170年6月から7月までの間に生まれ、フリードリヒ5世はそれ以前に死去していたと考えられる。皇帝フリードリヒ1世は単に次の息子を（オットーでなく）フリードリヒと呼びたかっただけに違いなく、オットーがフリードリヒ5世の死後に生まれていたなら、コンラートがフリードリヒと改名する必要がなかったからである。